# Andrea Negroni
Pour les articles homonymes, voir Negroni.
Andrea Negroni (né le 2 novembre 1710 à Rome, alors capitale des États pontificaux et mort le 17 janvier 1789 dans la même ville) est un cardinal italien du XVIIIe siècle.

## Biographie
Andrea Negroni exerce diverses fonctions au sein de la Curie romaine, notamment au Tribunal suprême de la Signature apostolique et comme chanoine à la basilique du Vatican. Il est abbé commendataire de l'abbaye Ss. Severio e Martirio nell'Orvietano de 1760 à 1789.
Le pape Clément XIII le crée cardinal lors du consistoire du 18 juillet 1763. Le cardinal Negroni est secrétaire des brefs apostoliques en 1767 puis dataire du Saint-Père en 1775.
Il participe au conclave de 1769, lors duquel Clément XIV est élu pape, et au conclave de 1774-1775 (élection de Pie VI).